# 8571 Таніґуті
8571 Таніґуті (8571 Taniguchi) — астероїд головного поясу, відкритий 20 жовтня 1996 року.
Тіссеранів параметр щодо Юпітера — 3,301.
Названо на честь Таніґуті (яп. たにぐち(谷口) таніґуті).